# Demain les chats
Demain les chats est un roman d'anticipation écrit par Bernard Werber, publié le 6 octobre 2016 aux éditions Albin Michel, premier d'une trilogie (avec Sa Majesté des chats puis La Planète des chats).
Son objet principal consiste à présenter le monde du point de vue des chats et à proposer une réflexion sur l'évolution de l'humanité, le bien et le mal, et les relations entre les espèces.
Le livre est paru dans Le Livre de poche le 31 janvier 2018.

## Résumé
L'histoire est racontée à la première personne par une chatte nommée Bastet qui vit à Montmartre avec sa maîtresse célibataire Nathalie (qu'elle appelle sa « servante »). Bastet désire profondément communiquer avec les autres espèces d'animaux ainsi qu'avec les humains, mais toutes ses tentatives se soldent par un échec. Tout au plus arrive-t-elle éventuellement à calmer sa servante, lorsqu'elle la sent triste, préoccupée ou stressée, par son ronronnement (qu'elle teste à différentes fréquences). 
Bastet est convaincue de la supériorité des chats sur les autres espèces animales, y compris l'humain. Pour elle, la bipédie ne confère que déséquilibre aux humains (sa servante trébuche souvent sur elle lorsqu'elle passe la porte d'entrée ou lui sert à manger), et les chats dépassent nettement les humains pour ce qui est de détecter les humeurs et les ambiances, sans compter qu'ils sont nettement plus souples, courent plus vite, entendent un spectre de sons plus vaste, ont l'odorat plus développé et voient mieux dans l'obscurité. 
Toutefois, Bastet connaît très peu le monde des humains. Elle assiste à des scènes de violence devant chez elle dont elle ne comprend pas les tenants et aboutissants. Elle constate que sa servante, avec angoisse, visionne des scènes similaires à la télé. Le lecteur comprend indirectement que Paris, durant le récit, vit une vague de terrorisme qui dégénérera en guerre civile. 
C'est par hasard que Bastet fait la connaissance de Pythagore, le chat mâle de la voisine de Nathalie. Celui-ci, beaucoup plus instruit qu'elle, connaît tout sur le monde des humains et sur leur histoire, grâce à un « troisième œil » qui lui a été greffé sur le front par sa servante à lui, une scientifique qui cherche aussi à communiquer avec les espèces animales. Grâce à ce « troisième œil » (une prise USB reliée à son cerveau), Pythagore peut carrément se brancher sur Internet, ce qui lui a permis d'accumuler toutes les connaissances dont il éblouit Bastet. Tout au long du roman, par bribes, Pythagore enseignera d'ailleurs entre autres à Bastet l'histoire des relations entre les chats et les humains, depuis les origines jusqu'à nos jours. 
Pendant ce temps, la situation civile dégénère. Les chats ne voient qu'indirectement ce qui se passe, mais on comprend que c'est la guerre, une guerre dévastatrice qui mène à un état de famine et de violence généralisée qui force les deux « servantes » à la réclusion. La ville est décimée et, profitant du chaos, de la peste qui s'est installée ainsi que de la mort ou de la fuite de la quasi-totalité des humains, les rats prolifèrent et montent une armée pour dominer la ville, voire le monde. 
Au terme de diverses péripéties, Bastet et Pythagore réussissent de leur côté à monter une armée de chats et d'humains (surtout des femmes et des enfants) qu'ils réunissent sur l'île aux Cygnes, seul endroit où les rats ne peuvent surgir par voie souterraine. Après une formidable attaque des rats arrivant en masse à la nage, ils sortent victorieux mais savent que leurs ennemis reviendront. Au fil de leurs discussions philosophiques sur le bien et le mal et sur l'évolution en dents de scie de l'humain et des espèces animales, Bastet et Pythagore font des projets pour tenter de refonder le monde sur des bases saines grâce à l'éducation mutuelle des espèces humaine et féline. 
Le roman se termine sur cette note d'espoir.

## Éditions
Édition originale en grand format
- Bernard Werber, Demain les chats, Paris, Albin Michel, 28 septembre 2016, 320 p., 23 cm (ISBN 978-2-226-39205-3, BNF 45127704).

Édition en gros caractères
- Bernard Werber, Demain les chats : roman, Le Mans, Libra diffusio, 22 août 2017, 371 p., 24 cm (ISBN 978-2-84492-881-8, BNF 45358843).

Édition au format de poche
- Bernard Werber, Demain les chats, Paris, Librairie générale française, coll. « Le Livre de poche » (no 34838), 31 janvier 2018, 343 p., 18 cm (ISBN 978-2-253-07370-3, BNF 45438119).

Livre audio
- Bernard Werber, Demain les chats, Paris, Audible.fr, 9 février 2017.Texte intégral ; interprète : Christine Braconnier ; support : téléchargement MP3 ; durée : 9 h 8 min.

Édition en braille
- Bernard Werber, Demain les chats : roman, Toulouse, Centre de Transcription et d'Édition en Braille (C.T.E.B.), 28 juin 2018, 640 p. en version braille intégral et 467 p. en version braille abrégé.Référencé sur Banque de Données de l'Édition Adaptée (BDEA).

Adaptation en BD
- Bernard Werber, Demain les chats, Paris, Albin Michel (no 34838), 28 avril 2021 (ISBN 978-2226449306). Scénario de Pog, illustrations par Naïs Quin